# Leuhob Paloh
Leuhob Paloh is een bestuurslaag in het regentschap Pidie van de provincie Atjeh, Indonesië. Leuhob Paloh telt 620 inwoners (volkstelling 2010).